# European Destinations of Excellence

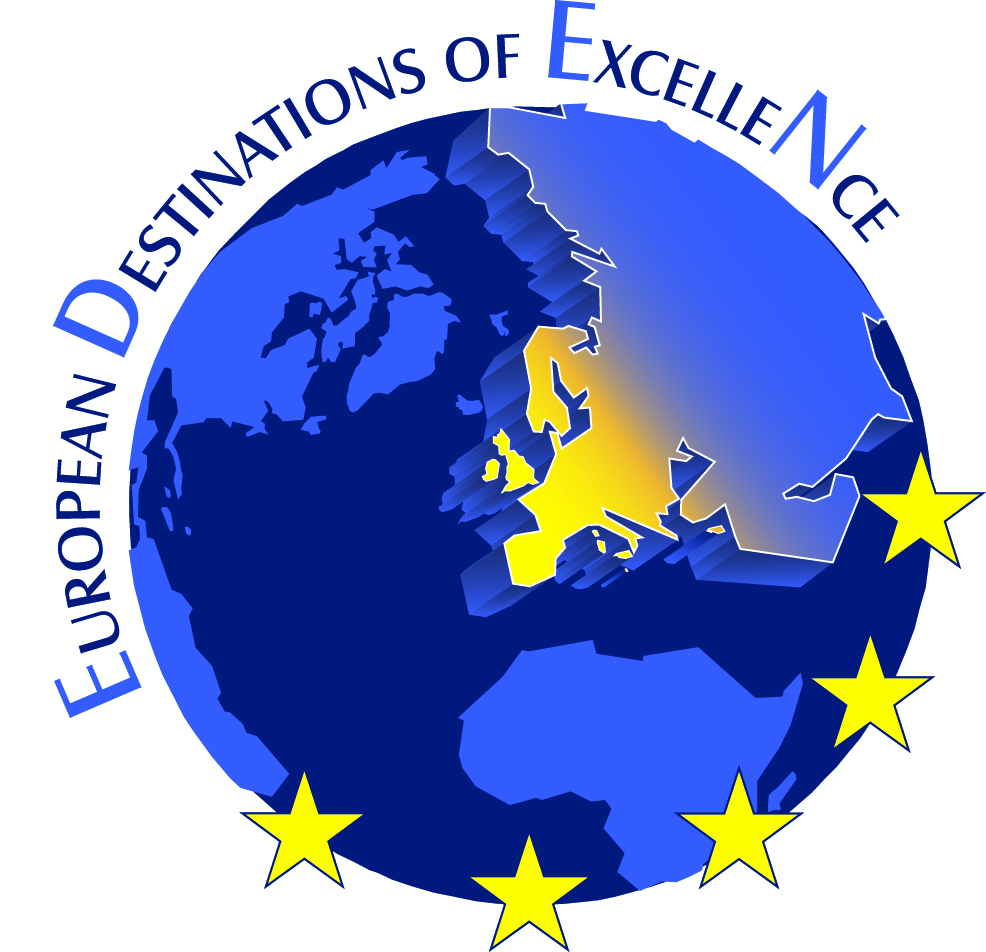

European Destinations of Excellence (EDEN) ist ein Projekt der Europäischen Kommission zur Förderung nachhaltiger Tourismusmodelle innerhalb der Europäischen Union.
Das englisch benannte Projekt basiert auf nationalen Wettbewerben, die seit 2006 jährlich stattfinden. In den einzelnen teilnehmenden Ländern wird jeweils ein Reiseziel – eine Destination of Excellence – aufgrund ihres herausragenden Engagements für soziale, kulturelle und ökologische Nachhaltigkeit ausgewählt. Die Preisträger sind aufstrebende, noch relativ unbekannte europäische Reiseziele ansässig in den 27 Mitgliedstaaten, den EU-Bewerberländern und den EFTA/EEA-Ländern.

## Die Ziele von EDEN
Tourismus ist innerhalb der Europäischen Union ein strategischer Wirtschaftszweig, dessen Bedeutung in der EU-Wirtschaft in den kommenden Jahren stetig wachsen wird. Tourismus birgt ein großes Potential und trägt innerhalb der EU maßgeblich zur Erreichung von Zielen bei, wie beispielsweise nachhaltiges Wachstum, Wirtschaftswachstum, Beschäftigung und ökonomische sowie soziale Kohäsion. Um diese Ziele zu erreichen, hat die Europäische Kommission das EDEN Projekt ins Leben gerufen. Die kurz- und langfristigen Ziele der EU können wie folgt zusammengefasst werden:
- Die Aufmerksamkeit für Werte, Vielfalt und geteilte Charakteristika der europäischen Tourismusziele zu erhöhen
- Die Sichtbarkeit der aufkommenden europäischen Tourismusziele von Exzellenz, vor allem die weniger bekannten, zu erhöhen
- Eine Plattform zu schaffen, um Beispiele von „good practices“ innerhalb Europas zu verbreiten.
- Die weniger bekannten Plätze in Europa zu ganzjährig erfolgreichen Örtlichkeiten zu wandeln und im Umkehrschluss überbesuchte Tourismusziele erleichtern
- Die Förderung aller europäischen Länder und Regionen
- Die Förderung der Vernetzung zwischen ausgezeichneten Zielen mit der Absicht, dass weitere Tourismusziele das Modell „Nachhaltiger Tourismus“ adaptieren

## Auswahlverfahren für EDEN Reiseziele
Alljährlich veröffentlicht die Europäische Kommission einen Aufruf zur Einreichung von Vorschlägen, um die nationalen Tourismusbehörden (in der Regel die nationalen Ministerien oder andere öffentliche Einrichtungen mit gleichen Aufgaben) in den Mitgliedstaaten bei der Teilnahme an dem Projekt und der Organisation eines nationalen Auswahlverfahrens zu unterstützen. Kandidatenländer oder EFTA/EWR-Mitgliedsstaaten können sich ebenfalls bewerben. Sie kandidieren unter den gleichen Bedingungen und EDEN-Werbeaktivitäten wie die Mitgliedstaaten.
Jedes an dem Projekt teilnehmende Land führt sein eigenes Auswahlverfahren in der ersten Jahreshälfte durch. Zuerst wird eine Informationskampagne organisiert, die alle potenziellen Kandidaten über den Wettbewerb informieren soll. Die Reiseziele, die sich bewerben, müssen die Entwicklung eines ökonomisch tragfähigen Tourismus, entsprechend dem jährlichen EDEN-Thema, nachweisen. Die Preisträger sind Destinationen, die das gewählte Jahresthema am besten widerspiegeln und ein einzigartiges Tourismuserlebnis im Sinne eines nachhaltigen Tourismus bieten. Mitte des Jahres wird in jedem Teilnehmerland ein Reiseziel anhand einer Reihe von Kriterien, die sowohl auf nationaler als auch auf europäischer Ebene festgelegt werden, als Preisträger ausgewählt. Die Namen der Preisträger werden der Europäischen Kommission mitgeteilt, die eine Europäische Preisverleihung ausrichtet.

## Die EDEN Ausgaben
Jede EDEN Ausgabe beschäftigt sich mit einem jährlichen Thema, welches von der Europäischen Kommission in Kooperation mit nationalen Tourismusbehörden ausgewählt wird. Das Thema dient als roter Faden; bisher waren ländliche Gegenden (2007), unantastbares Erbe (2008) und geschützte Gebiete (2009) die zentralen Inhalte. Das Thema für das Jahr 2010 ist Wassertourismus. 2011 wird das Thema von EDEN Tourismus und Regenerierung physischer Gebiete sein.
Jedes dieser Themen hilft, die Vorzüge europäischer Regionen hervorzuheben, und ist gleichzeitig mit nachhaltiger Entwicklung verbunden; sei es aufgrund eines kulturellen, ökonomischen oder ökologischen Blickpunkts oder durch lokale Einbindung. Die Themen von EDEN bieten die Möglichkeit, den Reichtum an Vielfalt in Europa darzustellen. Dies beinhaltet unter anderen natürliche Ressourcen, historisches Erbe, traditionelle Feste, lokale Gastronomie.

## Die Liste der Reiseziele
Die Jahreslisten – für 2007–2011 jährlich, sowie 2013 und 2015 – listen ab 2008 je 18–23 Reiseziele, diese sind nach den englischen Ländernamen (Austria, ... Cyprus, ... Germany, ...) gereiht. Für Österreich ist jedes Mal ein Ziel genannt, für Deutschland nur in 2010. Die Schweiz nimmt nicht teil.

### 2015 – Tourismus und lokale Gastronomie
- Mostviertel (Österreich)
- Waimes (Belgien)
- Gornje (Ober-)Medimurje (Kroatien)
- Region Pitsilia (Zypern)
- Gesenke (Tschechische Republik)
- Hiiumaa (Estland)
- Tournus und die Tournougeois (Frankreich)
- Mecsek Greenway (Ungarn)
- Skagafjordur Food Chest (Island)
- The Burren Essensweg (Irland)
- Guardiagrele, Stadt des Geschmacks, Italien
- Region Latgale (dt. Lettgallen) (Lettland)
- Kuchenspieß in Jaskonys, Gemeinde Druskininkai (Litauen)
- Xaghra (Malta)
- Die schlesische Geschmacks und Kulinarik Strecke (Polen)
- Marginimea Sibiului (Rumänien)
- Pirot (Serbien)
- Brda (Slowenien)
- Goierri, Baskenland (Spanien)
- Gaziantep (Türkei)

### 2013 – barrierefreier Tourismus
- Kaunertal (Österreich)
- Ottignies-Louvain-la-Neuve (Belgien)
- Stancija 1904 – Svetvinčenat (Kroatien)
- Gemeinde Polis Chrysochous (Zypern)
- Haapsalu Stadt (Estland)
- Naturpark Region Morvan (Frankreich)
- Gemeinde Marathon (Griechenland)
- Kaposvár und der Zselic-Bereich (Ungarn)
- Cavan Stadt und Umgebung (Irland)
- Pistoia und Provinz (Italien)
- Liepāja (Lettland)
- Telsiai (Litauen)
- Horsterwold (Niederlande)
- Przemysl (Polen)
- Jurilovca (Rumänien)
- Lasko (Slowenien)
- Naturpark von Guara (Spanien)
- Gemeinde Tarakli (Türkei)

### 2011 – Tourismus und Regeneration von physischen Standorten
- Stadt Gmünd in Kärnten (Österreich)
- Marche-en-Famenne (Belgien)
- Pustara Visnjica (Kroatien)
- Kalopanayiotis (Zypern)
- Slovacka (Tschechische Republik)
- Lahemaa Nationalpark Manors (Estland)
- Roubaix (Frankreich)
- Gemeinde von Delphi (Griechenland)
- Mecsek (Ungarn)
- Gemeinde Stykkisholmur (Island)
- Die Green Western Greenway, Co Mayo (Irland)
- Montececchio, Gemeinde Guspini (Italien)
- Dorf Ligante (Lettland)
- Rokiskis Manor (Litauen)
- Gharb (Malta)
- Venhuizen (Niederland)
- Żyrardów (Polen)
- Naturpark Faial (Portugal)
- Alba Iulia (Rumänien)
- Idrija (Slowenien)
- Trasmiera Ecopark (Spanien)
- Hamamonu-Altindag, Ankara (Türkei)

### 2010 – Wassertourismus
- Seelentium (Österreich)
- The Lakes of Eau d’heure (Belgien)
- Regional Administration Silistra (Bulgarien)
- Nin (Kroatien)
- Kato Pyrgos (Zypern)
- Bystřicko (Tschechische Republik)
- Lake Võrtsjärv (Estland)
- Saimaa Holiday (Finnland)
- The Grand Site du Marais Poitevin (Frankreich)
- Peenetal Abenteuer Flusslandschaft (Deutschland)
- Prefecture of Serres (Griechenland)
- Lake Tisza (Ungarn)
- The Westfjords region (Island)
- Loop Head Penisula in Co. Clare – Kilkee (Irland)
- Municipality of Monte Isola (Italien)
- Sea Resort Jūrmala (Lettland)
- Zarasai Region – Heavenly Shore on Earth (Litauen)
- The Nature Park of the Upper Sûre (Luxemburg)
- Isla (Senglea) (Malta)
- WaterReijk Weerribben Wieden – Giethoorn & the wetlands (Niederlande)
- The Biebrza Valley and Wetlands – Wildlife Sanctuary (Polen)
- Geoagiu Băi (Rumänien)
- River Kolpa (Slowenien)
- A Guarda (Spanien)
- Bitlis-Nemrut Crater Lake (Türkei)

### 2009 – Tourismus und geschützte Gebiete
- Biosphärenpark Großes Walsertal (Österreich)
- Viroinval / Viroin-Hermeton Nature Park (Belgien)
- Belitsa, Blagoevgrad region (Bulgarien)
- Nacionalni park Sjeverni Velebit (Kroatien)
- Vouni Panagias (Zypern)
- Bohemian Switzerland (Tschechische Republik)
- Soomaa National Park (Estland)
- Northern Vosges Regional Natural Park (Frankreich)
- Petrified Forest of Lesvos(Griechenland)
- Írottkő Nature Park (Ungarn)
- Sheep’s Head peninsula (Irland)
- Marine Protected Area „Penisola del Sinis – Isola di Mal di Ventre“ (Italien)
- Tervete Nature park (Lettland)
- Nemunas Delta Regional Park – Unique Terrain of Harmony of Nature, Culture and Tourism (Litauen)
- Recreation area and nature reserve „Haff Réimech“ (Commune of Schengen) (Luxemburg)
- Mellieħa and the Hamlet of Manikata (Malta)
- Park Gravenrode (Niederlande)
- The Birds Republic in the Warta Mouth (Polen)
- Naturpark Apuseni (Rumänien)
- Solčavsko (Slowenien)
- The Ebro Delta (Spain)
- Kars – Kuyucuk Lake Wild Life Reserve (Turkey)

### 2008 – Tourismus und unantastbares Erbe
- Steirisches Vulkanland (Österreich)
- Ath (Belgien)
- Belogradchik (Bulgarien)
- Đurđevac (Kroatien)
- Agros (Zypern)
- Viljandi (Estland)
- Wild Taiga (Finnland)
- Route des vins du Jura (Frankreich)
- Grevena (Griechenland)
- Hortobágy (Ungarn)
- Carlingford and the Cooley Peninsula (Irland)
- Corinaldo (Italien)
- Rēzekne (Lettland)
- Plateliai (Litauen)
- Echternach (Luxemburg)
- Kercem (Malta)
- Horezu Depression (Rumänien)
- The Soča Valley (Slowenien)
- Sierra de las Nieves (Spanien)
- Edirne (Türkei)

### 2007 – ländliche Gegenden
- Pielachtal (Österreich)
- Durbuy (Belgien)
- Sveti Martin na Muri (Kroatien)
- Troodos (Zypern)
- Florina (Griechenland)
- Őrség (Ungarn)
- Clonakilty District (Irland)
- Specchia (Italien)
- Kuldiga (Lettland)
- Nadur (Malta)

## EDEN im Tourismus und Regenerierung physischer Gebiete
Der 2011 EDEN Award hat die Regenerierung physischer Gebiete im Blickpunkt. Zielorte werden solche sein, die physische Gebiete ihres lokalen Erbes (wie z. B. Industriegebiete, Transporteinrichtungen, ländliche Gegenden und Militärgelände) wiedergewonnen und sie in touristische Attraktionen umgewandelt haben, um örtliche Regenerierung zu beschleunigen. Im Herbst 2011 werden die fünfundzwanzig Zielgebiete offiziell bekanntgegeben.